# لوكاس هيرنانديز
لوكاس فرانسوا بيرنارد هيرنانديز (بالفرنسية: Lucas Hernandez)، المعروف مختصرا ب لوكاس هيرنانديز لاعب كرة قدم فرنسي ولد يوم 14 فبراير 1996 ب مارسيليا. يلعب في فريق باريس سان جيرمان والمنتخب الفرنسي لكرة القدم في مركز المدافع والظهير الايمن والايسر. بدأ مسيرته في فريق شباب أتليتكو مدريد قبل أن ينتقل للفريق الأول ويلعب فيه 5 سنوات من 2014 إلى 2019، انتقل هيرنانديز في صيف 2019 إلى بايرن ميونخ مقابل 80 مليون كأغلى صفقة في تاريخ النادي واغلى صفقة في الدوري الألماني واغلى مدافع فرنسي.

## مسيرته الكروية
لعب لوكاس هيرنانديز خلال مسيرته الاحترافية مع 3 أندية في ثمانية مواسم وسجل خلالها ثلاث أهداف ضمن 105 مباراة. ولم يفز بأي موسم بالكأس وفاز في موسم واحد بالدوري.
خاض لوكاس هيرنانديز مسيرته مع نادي أتلتيكو مدريد ب في موسم 2013–2014 ولمدة موسمين، مشاركًا في 19 مباراة سجل خلالها هدفًا واحدًا. ثم انتقل إلى نادي أتلتيكو مدريد في موسم 2014–2015 ليلعب معه خمسة مواسم، حيث شارك في 67 مباراة سجل خلالها هدفًا واحدًا أيضًا، لينتقل بعدها إلى نادي بايرن ميونخ في موسم 2019–2020 لمدة 6 مواسم، مشاركًا في 29 مباراة صانعا 10 اهداف ولم يسجل أي هدف.

## الإنجازات
بايرن ميونخ
- الدوري الألماني: 2019–20، 2020–21، 2021–22، 2022–23
- كأس ألمانيا: 2019–20
- كأس السوبر الألماني: 2021، 2022، 2023
- دوري أبطال أوروبا: 2019–20
- كأس السوبر الأوروبي: 2020
- كأس العالم للأندية: 2020

 باريس سان جيرمان
- الدوري الفرنسي: 2023–24، 2024–25
- كأس فرنسا: 2023–24، 2024–25
- كأس الأبطال الفرنسي: 2023، 2024
- دوري أبطال أوروبا: 2024–25
- كأس السوبر الأوروبي: 2025

 فرنسا
- كأس العالم: 2018
- دوري الأمم الأوروبية: 2020–21

## روابط خارجية
- لوكاس هيرنانديز على موقع الاتحاد الدولي (مؤرشف)  (الإنجليزية)
- لوكاس هيرنانديز على موقع الاتحاد الأوربي (الإنجليزية)
- لوكاس هيرنانديز على موقع إي إس بي إن إف سي (الإنجليزية)
- لوكاس هيرنانديز على موقع قاعدة بيانات كرة القدم.إي يو (الإنجليزية)
- لوكاس هيرنانديز على موقع بيانات كرة القدم. دي إي (الألمانية)
- لوكاس هيرنانديز على موقع ليكيب (الفرنسية)
- لوكاس هيرنانديز على موقع ناشيونال فوتبول تيمز (الإنجليزية)
- لوكاس هيرنانديز على موقع Soccerbase.com (لاعب) (الإنجليزية)
- لوكاس هيرنانديز على موقع Soccerway.com (الإنجليزية)
- لوكاس هيرنانديز على موقع عالم كرة القدم.نت (الإنجليزية)